# Табора
Табора е главен град на регион Табора, част от Обединена Република Танзания.
Населението му е 127 880 жители (2002 г.).
Създаден е през 1852 година от арабски търговци. През 1891 година става административен център на Германска Източна Африка.
Регион Табора е най-големият географски регион в Танзания.